# Edward Kołakowski
Edward Kołakowski (ur. 16 lutego 1938 w Jurcu Włościańskim) – polski profesor nauk przyrodniczych w zakresie technologii żywności i żywienia, nauczyciel akademicki

## Życiorys
W 1961 ukończył studia inżynierskie na Wydziale Rybackim Wyższej Szkoły Rolniczej w Olsztynie. Podczas studiów magisterskich został zatrudniony jako asystent naukowy w Zakładzie Zabezpieczenia Surowców Rybnych kierowanym przez doc. mgr. Mariana Zięcika. Po otrzymaniu dyplomu magistra awansował na stanowisko starszego asystenta w Katedrze Technologii Przemysłu Rybnego. Na tym samym Wydziale w 1965 otrzymał stopień naukowy doktora nauk przyrodniczych na podstawie rozprawy napisanej pod kierunkiem doc. dr hab. Teofila Dąbrowskiego, po czym został zatrudniony na stanowisku adiunkta. W 1968 wraz z Wydziałem Rybactwa Morskiego przeniósł się do Wyższej Szkoły Rolniczej w Szczecinie. W 1970 jako docent został kierownikiem Zakładu Technologii Przetwórstwa Rybnego. W 1973 uzyskał stopień naukowy doktora habilitowanego nauk przyrodniczych na podstawie rozprawy Metody oznaczania peptydów powstających w mięsie ryb w czasie procesów technologicznych. W latach 1973−1986 pełnił funkcję dyrektora Instytutu Technologii Żywności Pochodzenia Morskiego. W 1977 otrzymał tytuł profesora nadzwyczajnego nauk przyrodniczych, a w 1992 został zatrudniony na stanowisku profesora zwyczajnego. W latach 1986–2008 kierował Katedrą Technologii Żywności na Wydziale Rybactwa Morskiego i Technologii Żywności  Akademii Rolniczej w Szczecinie.

## Praca naukowa
W latach 1980–1987 uczestniczył w 3 wyprawach antarktycznych Polskiej Akademii Nauk (w tym dwie wyprawy całoroczne) do Polskiej Stacji Antarktycznej im. H. Arctowskiego na Wyspie Króla Jerzego, gdzie prowadził badania dotyczące biochemii i wykorzystania kryla do celów żywnościowych. Był kierownikiem X jubileuszowej wyprawy. Brał udział w trzech antarktycznych rejsach doświadczalno-wdrożeniowych na statkach rybackich. Odbył kilkumiesięczne staże naukowe w Jugosławii (1961), Norwegii (1966), Szkocji (1976). Wyjeżdżał na sympozja naukowe, wystawy specjalistyczne, wykłady oraz jako ekspert do Niemiec, Szwecji, Holandii, Danii, Japonii, Włoch, Wielkiej Brytanii, ZSRR, Indii.
W latach 1989–1992 był prorektorem ds. nauki i współpracy z zagranicą Akademii Rolniczej w Szczecinie. Przez dwie kadencje (1996–1999, 1999–2002) pełnił funkcję dziekana Wydziału Rybactwa Morskiego i Technologii Żywności.
Opublikował ponad 200 prac naukowych, w tym 4 książki naukowe; jest współautorem 32 patentów. Wypromował 19 doktorów, w tym 2 z zagranicy oraz ponad 150 magistrów inżynierów.
Po przejściu na emeryturę (2008) pracował przez 3 lata na Wydziale Chemii i Technologii Chemicznej Politechniki Szczecińskiej oraz 6 lat na Pomorskim Uniwersytecie Medycznym, gdzie w Zakładzie Biochemii i Żywienia Człowieka prowadził badania i zajęcia dydaktyczne na kierunku dietetyka.
Żonaty z prof. Anną Kołakowską, mają córkę.